# Восточная Демьянка
Восточная Демьянка — река в России, протекает в Омской и Тюменской областях. Устье реки находится в 1061 км по правому берегу реки Демьянка. Длина реки составляет 55 км. Площадь водосборного бассейна — 690 км². Высота истока — 115 м над уровнем моря. Высота устья — 100 м над уровнем моря.

## Притоки
- 15 км: Верхняя Демьянка (пр)
- 38 км: Светлая (пр)
- 46 км: Подковка (пр)

## Данные водного реестра
По данным государственного водного реестра России относится к Иртышскому бассейновому округу, водохозяйственный участок реки — Иртыш от впадения реки Тобол до города Ханты-Мансийск (выше), без реки Конда, речной подбассейн реки — бассейны притоков Иртыша от Тобола до Оби. Речной бассейн реки — Иртыш.